# 阿尔布雷斯特·贝尔伯林格
阿尔布雷斯特·路德维希·贝尔伯林格（德語：Albrecht Ludwig Berblinger，1770年6月24日—1829年1月28日），德国烏爾姆人，滑翔翼的发明者。

## 外部連結
- Adlerbastei (Eagles Bastion) - Where Berblinger launched from.